# Little Miss Sunshine
Little Miss Sunshine är en amerikansk film från 2006. Filmen belönades med Oscar för bästa originalmanus och bästa manliga biroll (Alan Arkin).

## Handling
Sjuåriga Olive får veta att hon blivit uttagen att tävla i Little Miss Sunshine (delstatens final av skönhetstävlingar för barn) och familjen måste se till att hon kommer fram i tid till tävlingen som är belägen ca 130 mil från familjens hem.
Familjen består förutom av Olive av hennes äldre halvbror Dwayne, mamma Sheryl, pappa Richard, morbror Frank och farfar Edwin. Morbror Frank kommer till familjen efter ett självmordsförsök som han gjort efter att hans akademiska karriär gått om intet. Dwayne har slutat prata och drömmer om en framtid som stridspilot och att lämna familjen. Pappa Richard vill lansera sina nio steg till framgång och är fixerad vid att vara vad han anser vara en vinnartyp.  
På resan åker familjen i en gul VW-buss som har en central roll i filmen. Under större delen är filmen en road movie där vi får följa familjens färd genom USA. Under tiden försöker Richard få ett kontrakt för sitt niostegsprogram.
I slutscenen har Rick James låt Super Freak en central roll. Låten är den Olive använder i sitt uppträdande vid skönhetstävlingen.

## Priser
Alan Arkin oscarsbelönades för sin roll som Edwin. Även Abigail Breslin i titelrollen nominerades, men vann inte.

## Rollista (i urval)
- Abigail Breslin - Olive Hoover
- Greg Kinnear - Richard Hoover
- Paul Dano - Dwayne
- Alan Arkin - Edwin Hoover
- Toni Collette - Sheryl Hoover
- Steve Carell - Frank Ginsberg